# Рожен

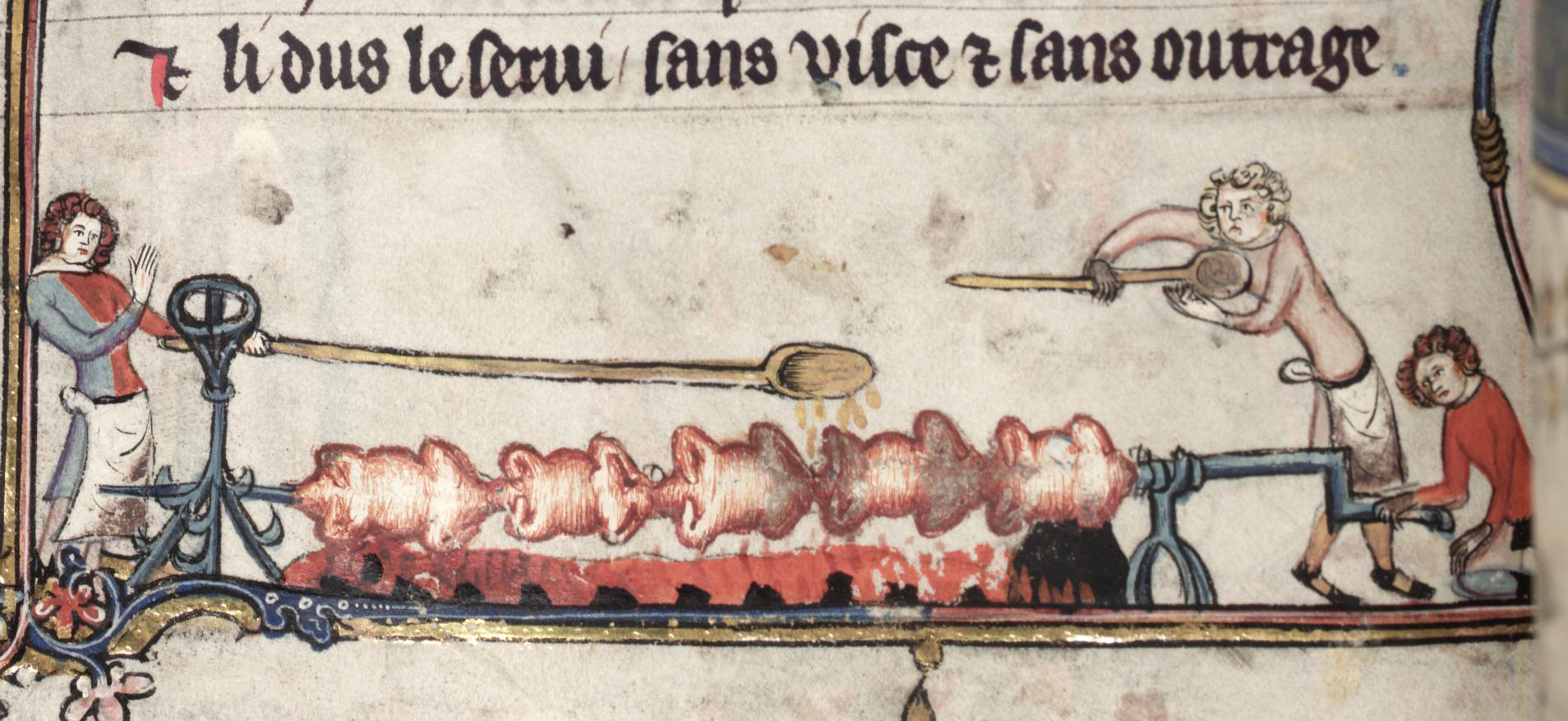
Жарення дичини на рожні з корбою. Мініатюра з повісті «Александрія», Брюгге, 1338-44 р.р. (Бодліанська бібліотека)

Роже́н, ве́ртел, вертлю́г — пристрій у вигляді металевого прута, на який настромлюють м'ясо, рибу для смаження на вогні. Може бути різних розмірів. Невеличкі рожни для шашлику ще звуть шампурами.

## Різновиди рожнів

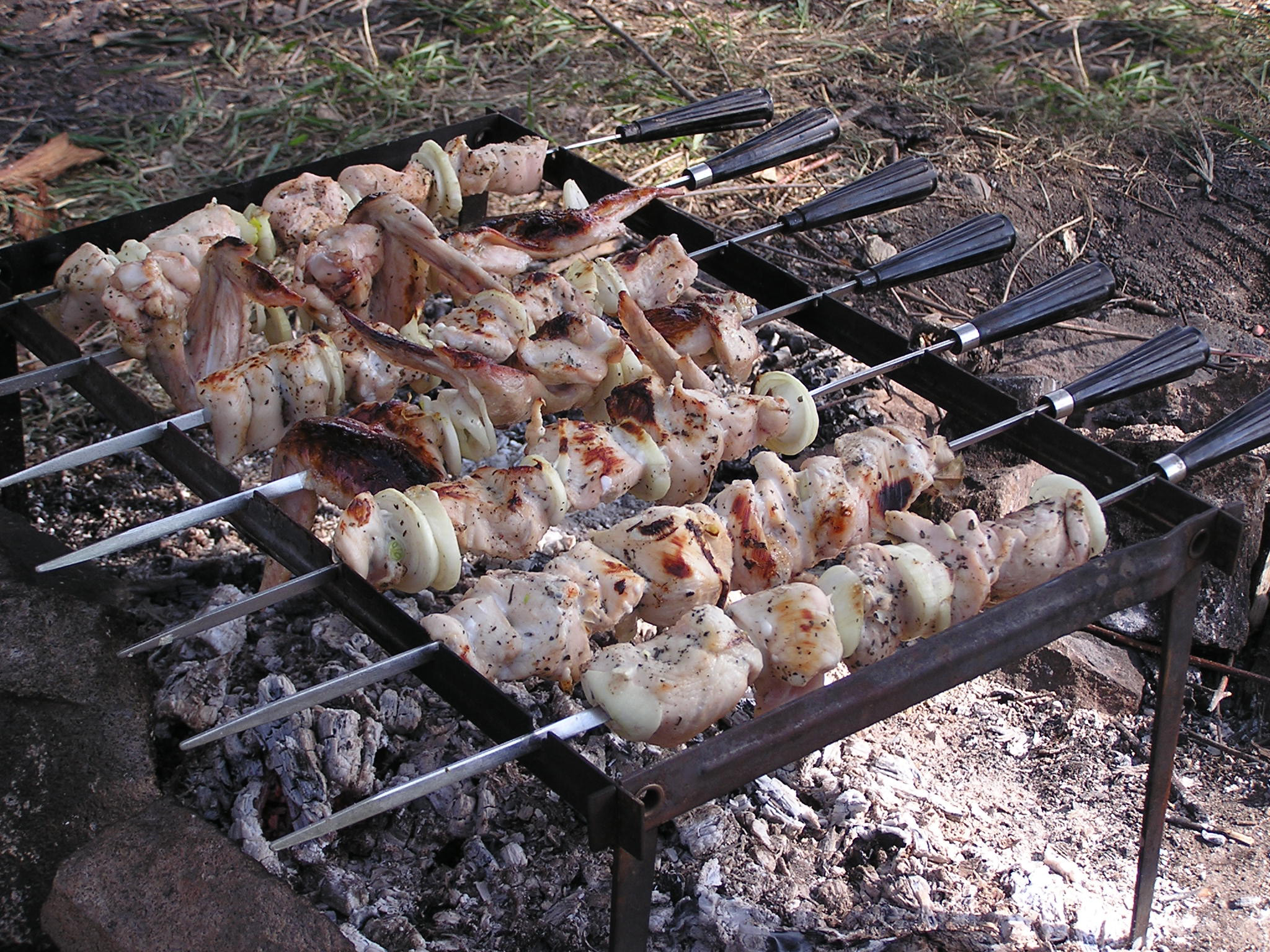
Рожни для шашлику (шампури)

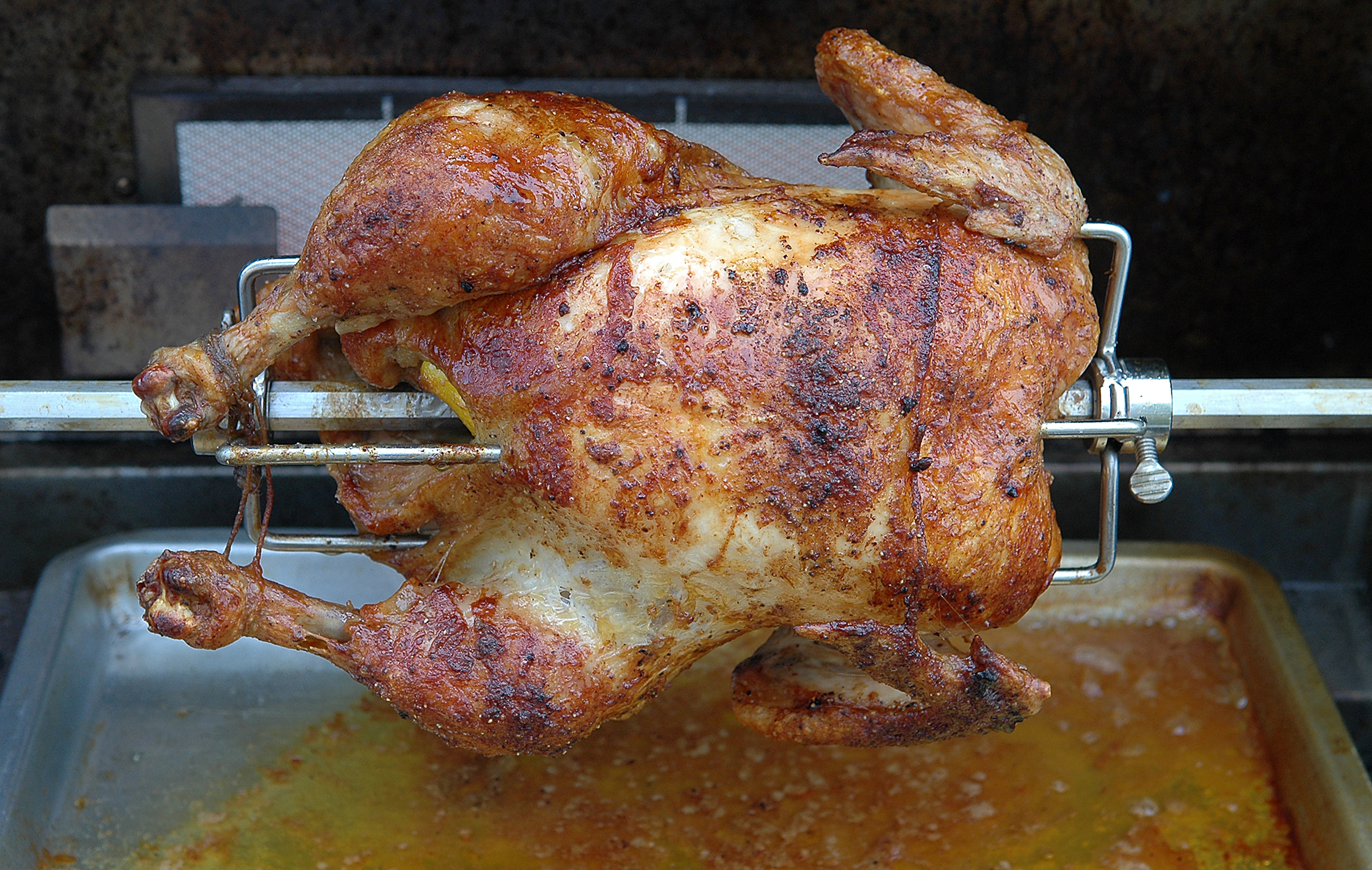
Рожен з вилками

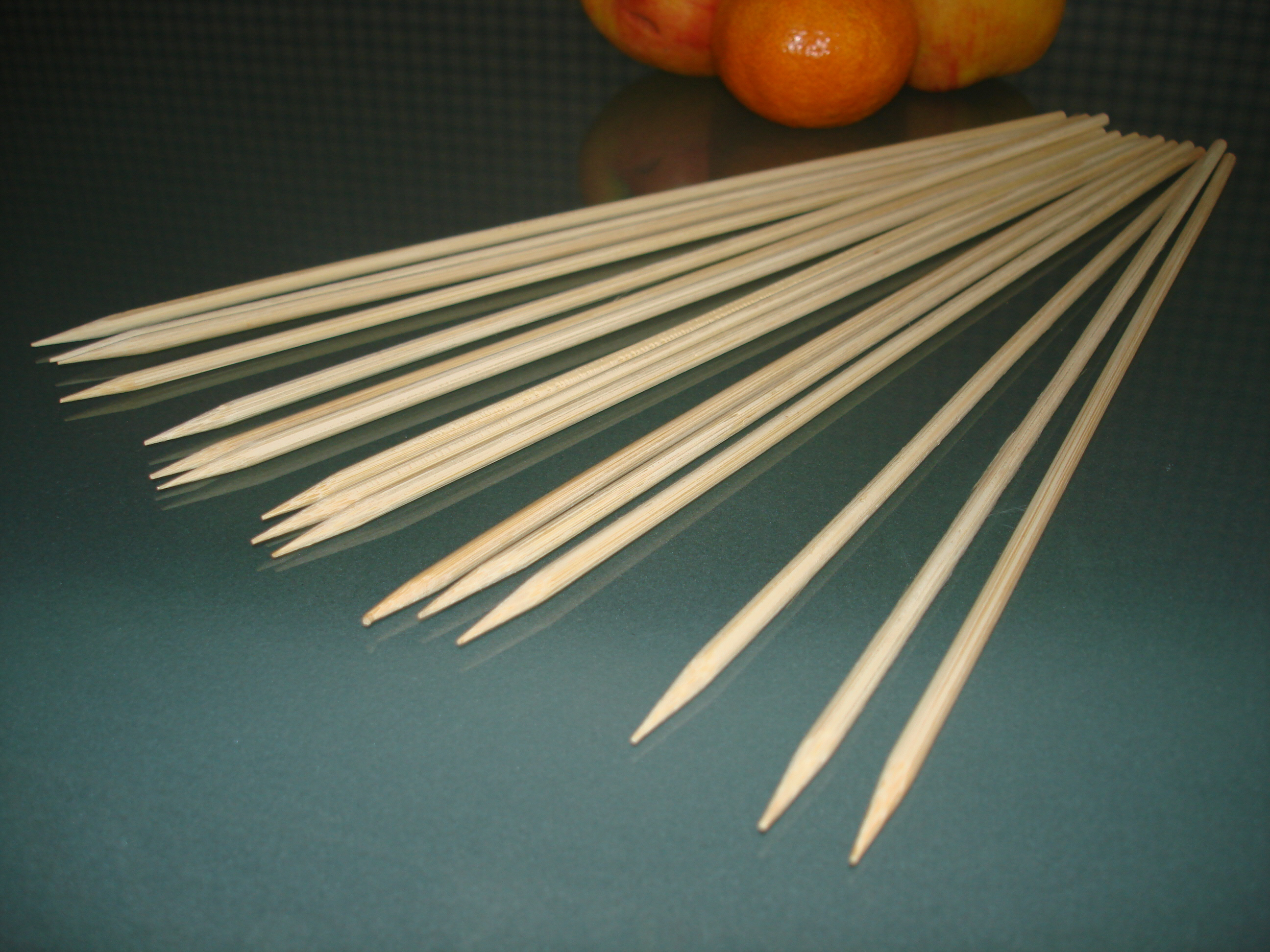
Бамбукові рожни для якіторі і кусіякі

- Простий рожен — тонкий металевий (іноді дерев'яний) прут для жарення над вогнем невеличких шматочків м'яса, риби та ін. Рожни для приготування шашлику зазвичай зовуться шампурами.
- Вертикальний рожен — використовується для гіросу.
- Шампур (від груз. შამფური) — різновид рожна для приготування шашлику. Шампури бувають металевими (рідше дерев'яними), вони зазвичай мають форму вузької штаби 30-100 см завдовжки, загостреної з одного кінця і спорядженої ручкою з другого. Плаский переріз шампура перешкоджає провертанню шматочків м'яса.
- Рожен для якіторі і кусіякі — короткий рожен з бамбука, уживаний для приготування японських страв якіторі (шашлику з курки) і кусіякі (шашлику з свинини, яловичини, риби).
- Рожен з вилками — рожен, споряджений двома «вилками» («ріжками»), повернутими кінцями одні до одних. Вони призначені для перешкоджання провертанню шматка м'яса (тушки) під час жарення[5][6].
- Рожен з ручкою — довгий товстий залізний прут, закріплений на підставках і споряджений ручкою для його перевертання.
- Рожен з електроприводом — рожен, споряджений електромотором для рівномірного перевертання шматка м'яса. Електроприводом можуть споряджатися як рожни стаціонарних гриль-жаровень, так і переносні мангали.

## Мовні звороти
- Лізти (полізти, йти, перти) на рожен — чинити, діяти ризиковано, наперед знаючи про можливу невдачу, поразку.
- Лізти (перти) проти рожна — домагатися свого всупереч волі, бажанню кого-небудь набагато сильнішого; йти наперекір.
- Рожна захотів? (хіба рожна захотів?) — чого ще захотів?
- А рожна не хочеш (не хоч)? — чого ще захотів?
- Хіба що рожна треба (хіба що рожна не вистачає) — уживається для підкреслення повного добробуту, достатку, благополуччя в житті людини[4].

## Інше
- Рожном також звали довгу палицю, кийок з загостреним кінцем, гострий кілок у санях[4].
- Тернспіт — порода собак, призначена для бігу в колесі, обертання якого передавалося на рожен.